# Sum 41
I Sum 41 sono stati un gruppo musicale pop punk canadese formatosi ad Ajax, cittadina dell'Ontario, nel 1996.
Dalla firma di un contratto discografico con la Island Records nel 1999, la band ha pubblicato otto album in studio, due album dal vivo, una raccolta e tre EP. Sono divenuti famosi per i loro tour, che arrivano a toccare le più varie località del mondo e a protrarsi a volte oltre un anno.
La band è tra le più rilevanti nel genere pop punk a livello mondiale, grazie soprattutto all'album di successo All Killer No Filler, venendo eletti ai Kerrang! Awards come gruppo internazionale emergente del 2002, e ottenendo sette nomination ai Juno Awards, dei quali due vinti nel 2002 e nel 2004. Nel 2012 la band ha ricevuto la sua prima nomination ai Grammy Awards con il brano Blood in My Eyes, candidato per la miglior interpretazione hard rock/metal.
Il gruppo ha collaudato altri generi oltre al pop punk, avvicinandosi maggiormente al punk rock, all'hardcore punk e all'heavy metal, di cui sono prova gli album Does This Look Infected? e Chuck. Il quarto album, Underclass Hero, ha segnato il momentaneo riavvicinamento da parte della band al pop punk, che ha poi continuato a virare gradualmente, nel corso dei successivi quattro album, verso un alternative metal contaminato dall'hardcore punk, l'hard rock e il pop rock.
Dal loro primo EP, Half Hour of Power, sino al terzo album Chuck i membri del gruppo sono stati Deryck "Bizzy D" Whibley (voce principale, chitarra e tastiera), Jason "Cone" McCaslin (basso e voce secondaria), Dave "Brownsound" Baksh (chitarra e voce secondaria) e Steve "Stevo" Jocz (batteria e voce secondaria). I componenti della band canadese hanno anche dato origine a un gruppo heavy metal, i Pain for Pleasure, le cui canzoni erano spesso presenti nei primi album dei Sum 41 come B side. In questo gruppo, considerabile un loro alter ego, Jocz e Whibley invertivano i loro compiti (Stevo32 era il cantante, Bizzy D il batterista).
L'11 maggio 2006 Dave Baksh, chitarrista del gruppo, ha deciso di lasciare la band; i Sum 41 non hanno immediatamente ingaggiato altri chitarristi in sostituzione di Brownsound, ad eccezione di Thomas "Brown Tom" Thacker come turnista durante i concerti. Successivamente Tom è entrato a far parte del gruppo come membro ufficiale. Dopo 9 anni di separazione, tuttavia, Baksh ritorna ufficialmente nel gruppo nel 2015. Il 17 aprile 2013 il batterista Steve Jocz lascia la band, dopo aver fatto parte della formazione per oltre 17 anni. Viene sostituito da Frank Zummo a partire dalla prima metà del 2015.
Nel 2024 i Sum 41 pubblicano il loro ultimo album Heaven :x: Hell, seguito da un ultimo tour internazionale, prima dello scioglimento definitivo, conclusosi il 30 gennaio 2025.

## Storia del gruppo

### Le origini (1996-2000)
I membri dei Sum 41 iniziano la loro carriera musicale in band rivali durante le scuole superiori; il loro incontro è avvenuto, come affermato da loro stessi, durante un concerto delle Hole, 41 giorni dopo l'inizio dell'estate del 1996 (da qui il nome "Sum 41"). La band aveva originariamente il nome di Kaspir, mutato poi nell'attuale a seguito di un concerto per la società di promozione ed organizzazione di concerti Supernova, il 28 settembre 1996. Fu Greig Nori dei Treble Charger, loro futuro manager e produttore, a scoprirli in uno show della stessa Supernova all'Opera House di Toronto il 24 febbraio 1996. 
Nel 1998, la band creò una demo su cassetta chiamata Rock Out with Your Cock Out contenente quattro tracce : Summer (che si trova anche in Half Hour of Power e All Killer No Filler), Another Time Around, What I Believe (che si trovano anche in Half Hour of Power) e Astronaut (che invece non fù mai pubblicata in seguito) con la formazione seguente : Deryck Whilbey e Dave Baksh alla chitarra e alla voce, Steve Jocz alla batteria e Twitch (ovvero Richard Roy) al basso. Jay "Cone" McCaslin si aggregò al gruppo successivamente, nel 1999, in sostituzione proprio di Twitch.
L'EP di debutto dei Sum 41 esce il 27 giugno 2000 con il titolo Half Hour of Power. Il primo singolo estratto da quest'album è Makes No Difference, che è stato utilizzato come colonna sonora nei film Summer Catch, Bring It On, Maial College e Out Cold e nei videogiochi Dave Mirra Freestyle BMX 2 e NHL 2002. La canzone What I Believe è stata utilizzata nel film Fatti, strafatti e strafighe.
I membri del gruppo hanno inoltre affermato che agli inizi della loro carriera, dopo aver spedito degli EPK (Electronic Press Kit) di promozione a delle case discografiche, erano soliti incontrare i delegati delle stesse in strip club e bar, perfino dopo aver già firmato un contratto, solo per avere una cena gratis.

### All Killer No Filler(2001-2002)
Il primo album dei Sum 41 viene messo in vendita l'8 maggio 2001 con il titolo di All Killer No Filler. Il primo singolo sul mercato, Fat Lip, ha scalato le classifiche di tutto il mondo durante l'estate; all'inizio del video della canzone i Sum cantano una parte di What We're All About in un negozio. Il singolo è stato scelto nella tracklist del videogioco della EA Sports NHL 2002, insieme a Makes No Difference, utilizzata anche come sigla conclusiva nello speciale di Dragon Ball, Le origini del mito.
La popolarità della band cresce notevolmente anche a seguito delle performance del Warped Tour svoltosi in quell'anno.
Dopo Fat Lip seguono altri tre singoli di successo: In Too Deep, nel cui video comico i componenti dei Sum 41 sono impegnati in una gara di tuffi, Motivation, un video più "semplice" in cui la band suona in una stanza ed Handle This, nel cui video appaiono i Sum durante i concerti e nella vita di tutti i giorni. I Sum 41 rimangono in tour per buona parte dell'anno, prima di tornare in studio di registrazione per la realizzazione di un nuovo album. Sia Fat Lip che In Too Deep compaiono nella colonna sonora del film American Pie 2; In Too Deep è parte anche della colonna sonora di Malcolm.
Nell'agosto del 2001 i Sum 41 suonano alla festa per il ventesimo anniversario di MTV insieme a Tommy Lee, batterista dei Mötley Crüe, e Rob Halford, cantante dei Judas Priest; i pezzi eseguiti sono Fat Lip, No Sleep Until Brooklyn dei Beastie Boys, Shout at the Devil dei Mötley Crüe e You've Got Another Thing Coming dei Judas Priest.
Verso la fine dell'anno i Sum 41 producono una canzone natalizia con i Tenacious D, la band di Jack Black, intitolata Things I Want, in cui viene descritta la lista dei regali dell'attore americano.
Nel 2002, inoltre, il gruppo canta una cover degli Aerosmith e dei Run DMC, Walk This Way, con Ja Rule e Nelly.

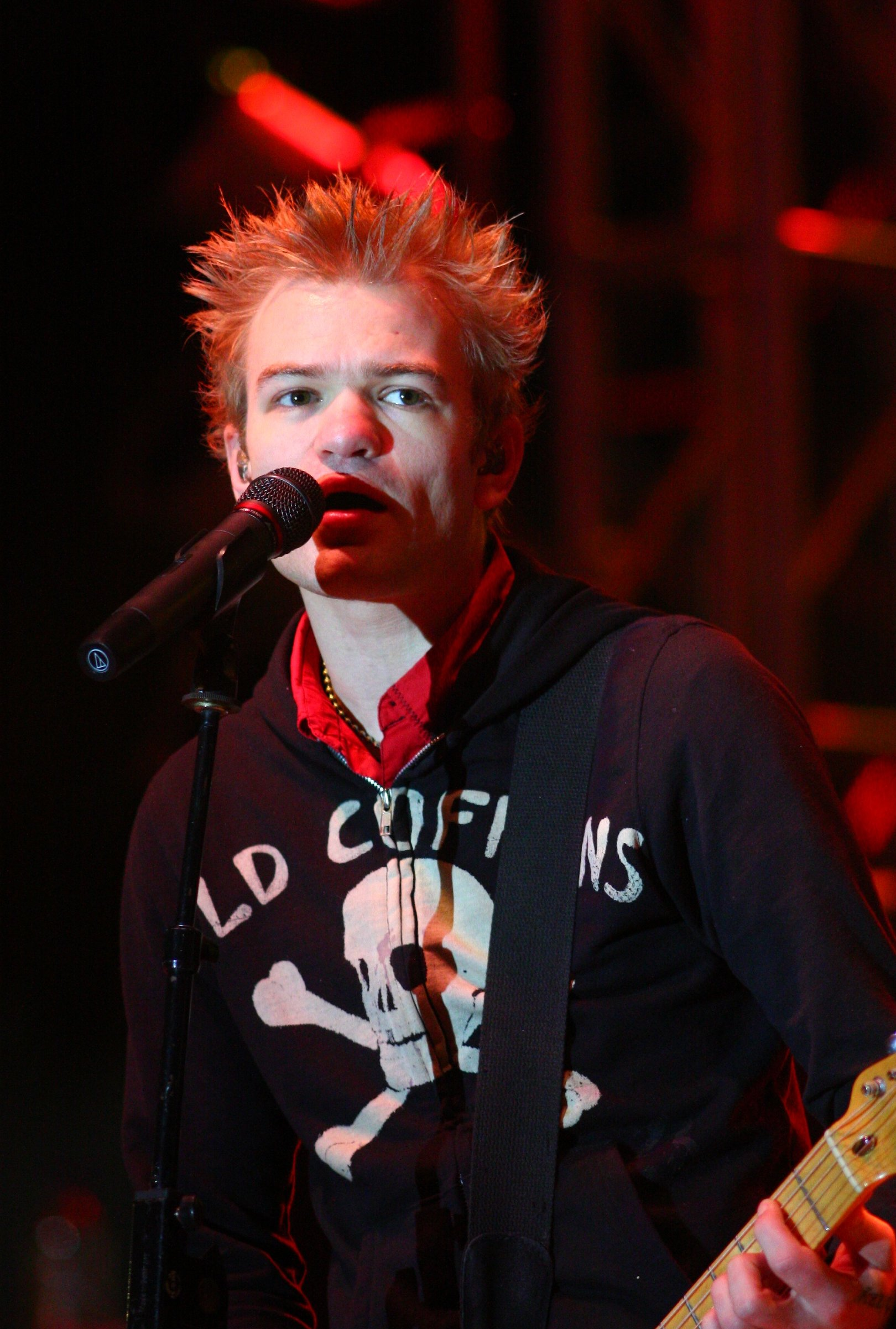
Il cantante e chitarrista Deryck Whibley

La canzone What We're All About, presente come parte della nona traccia di Half Hour of Power, con il titolo di Dave's Possessed Hair/It's What We're All About, e in Motivation EP, con il titolo più conosciuto, viene inclusa nella colonna sonora del film Spiderman; la canzone, inoltre, presenta un assolo suonato da Kerry King degli Slayer, il quale compare anche nel videoclip della canzone.

### Does This Look Infected?(2002-2003)
Il 26 novembre 2002 i Sum 41 pubblicano il loro secondo album in studio, Does This Look Infected?, a poco più di un anno di distanza da All Killer No Filler. Con quest'album il gruppo inizia lentamente a cambiare la propria tipologia di musica, introducendo un nuovo stile ma mantenendo il suono armonioso che lo contraddistingue. Il primo singolo è Still Waiting, nel cui video un accattivante produttore convince (per finta) i ragazzi a cambiare il loro nome in "The Sums", risultando una parodia dei The Strokes; inoltre appare per una frazione di secondo un gioco dell'impiccato in cui la parola da indovinare è "Sum 41". Il brano compare anche come colonna sonora del videogioco Obscure.
La band fa seguire a Still Waiting un nuovo singolo, The Hell Song, nel cui video i ragazzi, con i costi di produzione ridotti all'osso, utilizzano pupazzi con le loro immagini oltre che quelle di altri personaggi famosi come Ozzy Osbourne, Gene Simmons, Pamela Anderson, Edward The Head e Gesù. Dal loro singolo successivo, Over My Head (Better Off Dead), è stato tratto un video trasmesso solo in Canada e sul sito web ufficiale negli USA, contenente immagini live della band, in cui appare anche la scritta: This video may contain: Nudity; Graphic violence; Sexual activity; Crude indecent language (Il video può contenere: Nudità; Violenza grafica; Attività sessuale; Linguaggio indecente e crudo). Tutto questo materiale è stato poi utilizzato anche per il DVD Sake Bombs and Happy Endings del 2004.
Un altro pezzo, Asshole, è dedicato ad Anna Nicole Smith e dura appena 37 secondi; durante un concerto, Deryck spiega che la canzone è una "special love song" (in realtà una serie di insulti) dedicata alla modella: da ciò deriva il nuovo titolo, A.N.I.C. ("Anna Nicole Is a Cunt"), con il quale il brano è stato incluso nell'album.
Yesterday.com è invece dedicata a un ex membro della band, che era solito dire "It's so yesterday.com" per indicare qualcosa ormai diventato vecchio, datato. Il nome della canzone è stato cambiato in seguito in No Brains.
Dopo un lungo tour per pubblicizzare l'album Does This Look Infected?, nel 2003 i Sum 41 interpretano una canzone dal titolo Little Know It All assieme a Iggy Pop; questa canzone è contenuta nell'ultimo album del cantante statunitense, Skull Ring, ed i Sum 41 hanno partecipato, assieme al leader degli Stooges, al Late Show with David Letterman per promuovere la canzone. Iggy Pop ha dichiarato di aver scelto i Sum 41 "perché hanno le palle".
Il 6 maggio dello stesso anno aprono inoltre l'MTV Icon in onore ai Metallica, suonando un medley di tre brani della band di Hetfield e Ulrich: For Whom the Bell Tolls, Enter Sandman e Master of Puppets..

### Chuck(2004-2005)

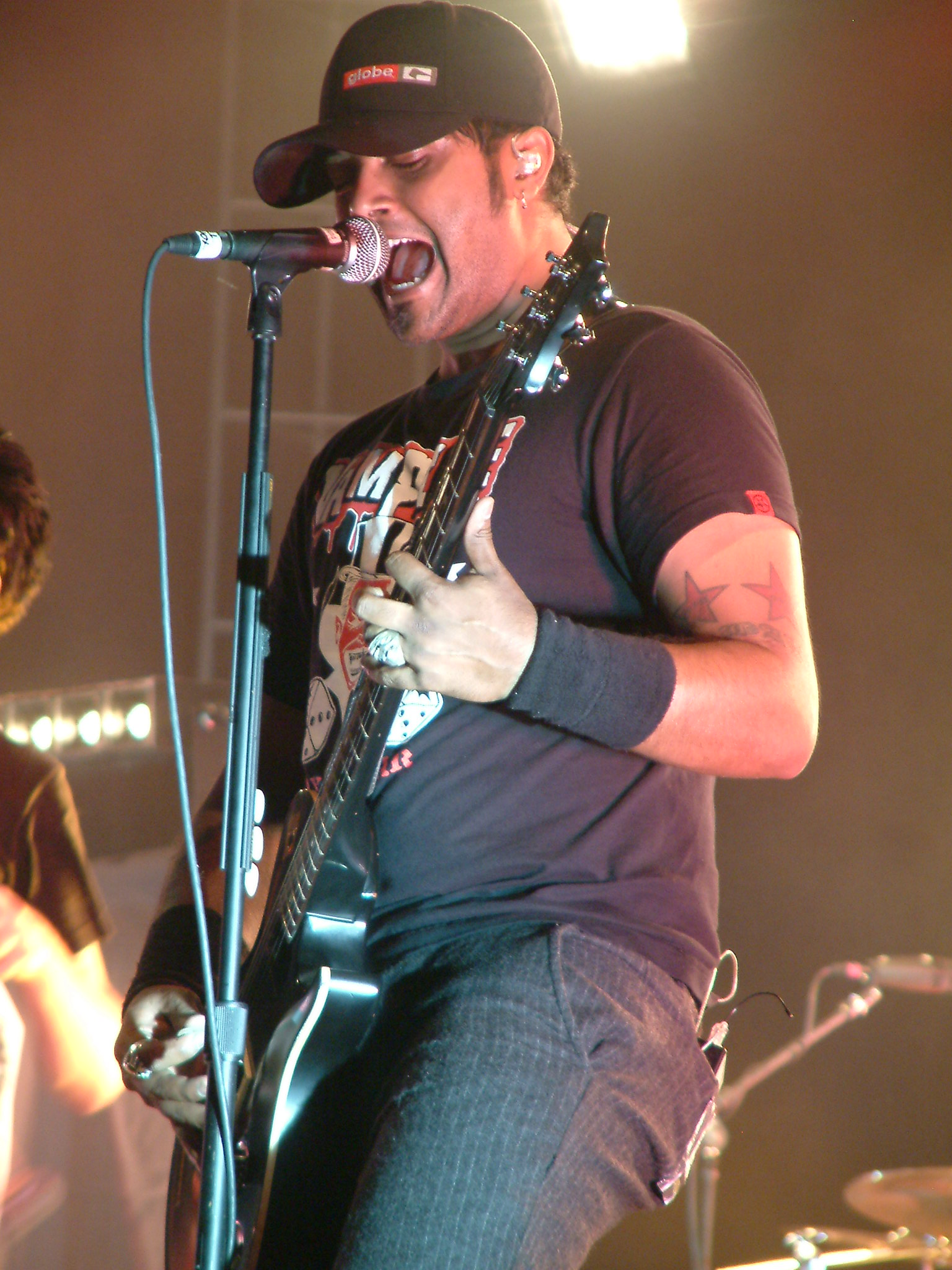
Il chitarrista Dave Baksh

All'inizio del 2004 la band partecipa alla prima edizione della manifestazione Rock Against Bush, registrando la canzone Moron, inclusa sia nel primo album della manifestazione che in alcune edizioni del CD Chuck (quella giapponese e quella europea) come bonus track.
A giugno del 2004 i Sum 41 si recano in Congo per girare un documentario per MTV chiamato Rocked: Sum 41 in Congo, trasmesso il 21 settembre dall'emittente musicale. Il documentario, incentrato sulla guerra in Congo, descrive il viaggio di dieci giorni della band attraverso le regioni orientali della Repubblica assieme a War Child, organizzazione di volontari canadesi che offre assistenza umanitaria ai bambini coinvolti nella guerra. Il documentario mostra anche la famosa fuga della band dal Congo sotto la supervisione di Chuck Pelletier, membro canadese dei caschi blu dell'ONU che salvò le vite della band e di altri 40 civili mentre la band stava registrando il documentario.
(Deryck Whibley)
In seguito i Sum 41 intitolano in suo onore il loro ultimo album, Chuck. La War Child mise poi in vendita il video il 29 novembre 2005 negli Stati Uniti e in Canada.
Chuck esce quindi il 12 ottobre 2004 e il primo singolo, nonché l'unica canzone dell'album scritta dopo gli avvenimenti in Congo, è We're All to Blame, cui seguono Pieces e Some Say. Anche No Reason doveva essere pubblicata come singolo mondiale, ma fu poi scelta solamente per Stati Uniti ed Europa, mentre Some Say è stata venduta in Canada e Giappone.
We're All to Blame compare nel film Godzilla: Final Wars, come sottofondo nella battaglia tra il Godzilla giapponese e la sua controparte di Sydney, Australia, mentre Noots (traccia bonus di Chuck - Special Edition) nel film I Fantastici Quattro (2005). I Sum 41 sono anche stati scritturati per pubblicizzare i cellulari Motorola con in dotazione il software di iTunes.

L'ultimo album si differenzia notevolmente dai precedenti e contiene al suo interno melodie ed influenze molto diverse tra loro. Le sonorità spaziano dall'hardcore punk e il pop punk tipici dei dischi precedenti, all'alternative rock e al metal. Come dichiarato sul sito ufficiale, i Sum 41 lo considerano il loro 
(Sum41.com)
Il 1º settembre 2004 il gruppo festeggia la nascita della stazione radio canadese CHOI all'Agora de Québec con altri gruppi, tra i quali Les Pistolets Roses e Wide Load.
I Sum 41 mettono in vendita anche un nuovo album, chiamato Happy Live Surprise, che contiene 22 canzoni, tutte registrate dal vivo a London, Ontario. Happy Live Surprise esce il 21 dicembre 2005 in Giappone. La band mette in vendita lo stesso CD sotto il nome di Go Chuck Yourself il 7 marzo 2006 in Canada.
Dopo il tour per Go Chuck Yourself, i Sum 41 partecipano anche ad un tour negli Stati Uniti con i Good Charlotte, con il supporto di Lola Ray e Hazen Street, dopodiché aprono i concerti dei Mötley Crüe per il loro Carnival of Sins Tour.

### L'uscita di Dave Baksh e la pausa (2006)

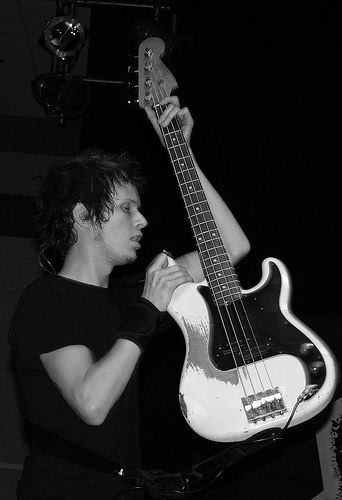
Il bassista Cone McCaslin

Dopo lo spettacolo dell'11 settembre 2005 a Québec, la band ferma temporaneamente i propri tour. Nonostante ciò, il 17 aprile 2006 i Sum 41 partecipano a un tributo a Iggy Pop, raggiungendo Iggy sul palco per Little Know It All e Lust 4 Life. Partecipano anche a un album in onore di John Lennon, con una cover di una sua canzone. I proventi della vendita dell'album andarono ad Amnesty International. Nello stesso anno i Sum 41 hanno partecipato a Punk's Not Dead, un documentario sulla scena punk dal 1976 ad oggi, in cui vi sono anche partecipazioni di band come i NOFX, Bad Religion, Anti-Flag ed altri artisti. Il film è uscito nel 2006, anno del trentesimo anniversario del punk.
Nel pomeriggio dell'11 maggio 2006 Dave "Brownsound" Baksh, fino ad allora cofondatore e chitarrista solista della band, annuncia in un comunicato tramite il suo manager che avrebbe lasciato i Sum 41 per lavorare al suo nuovo gruppo, i Brown Brigade. Da allora i Sum hanno deciso di continuare in tre, senza un sostituto di Dave per le canzoni successive.
Come dichiarato dal chitarrista, "il gruppo aveva ormai perso l'ironia che li aveva contraddistinti e, nonostante l'attenzione da parte delle case discografiche fosse ancora alta, non sentiva più buone sensazioni da parte delle stazioni radiofoniche". Stanco delle critiche nei confronti della band di Ajax Brownsound ha deciso così che avrebbe concentrato i suoi sforzi unicamente sui Brown Brigade, gruppo con il quale avrebbe potuto da un lato dimostrare la sua abilità con la chitarra, omaggiando le tre band che l'avevano portato a suonare musica, Anthrax, Megadeth e Metallica, e, dall'altro, recuperare nei testi delle canzoni il senso dell'humor perso nei dieci anni di carriera con i Sum 41.
Dopo l'addio di Dave, Deryck pubblica il 12 maggio 2006 il suo primo commento ufficiale sulla partenza del chitarrista. Conferma così l'uscita dal gruppo del chitarrista indo-canadese ed annuncia l'intenzione della band di non sostituirlo, ma che allo stesso tempo cercheranno un chitarrista di supporto per i concerti, che tuttavia non sarebbe apparso nei video, nei set fotografici, negli album e che non avrebbe avuto potere decisionale all'interno della band.
Durante la pausa del gruppo, Deryck concentra la sua attenzione sulla carriera di produttore, scrivendo e producendo due canzoni per l'album di Avril Lavigne, The Best Damn Thing. Stevo registra il suo primo video come regista per una band canadese chiamata The Midway State e Cone inizia un progetto con Todd Morse degli H2O e Juliette and the Licks. Il duo, chiamato The Operation M.D., all'inizio del 2007 pubblica l'album di debutto We Have an Emergency, in cui Cone è voce secondaria, voce principale in tre canzoni e suona basso e tastiere. L'album dei The Operation M.D. è coprodotto e mixato da Deryck Whibley. Il primo video, Sayonara, è diretto da Stevo.

### Underclass Hero(2007-2009)
I Sum 41, a seguito dell'abbandono di Dave, hanno poi registrato il loro quinto album. Come annunciato agli inizi di maggio 2007, tra il 18 e il 27 luglio 2007 (a seconda delle nazioni) esce, per la prima volta senza la supervisione di Greig Nori (loro manager fino all'inizio del 2005), Underclass Hero, che condivide il titolo con il primo singolo del quale i Sum 41 hanno già pubblicato il video, messo nel loro sito ufficiale il 29 maggio 2007. Il video è ambientato di notte su una spiaggia a Los Angeles: i Sum 41 hanno annunciato, attraverso il loro sito ufficiale, che sarebbero serviti 200 ragazzi maggiorenni per girare questo video. Il cortometraggio vede infatti protagonisti delle cheerleader, una persona vestita con un costume raffigurante una A cerchiata (simbolo dell'anarchia), altri ragazzi e ovviamente i Sum 41 al centro della scena che suonano vicino ad un falò. Il ritornello di Underclass Hero è lo stesso di Subject to Change, canzone contenuta in Chuck. Deryck ha spiegato la sua scelta affermando che la canzone originale non ha mai avuto un vero e proprio argomento (da qui il nome della canzone, Subject to Change, ovvero argomento da cambiare), e perciò egli si era ripromesso di utilizzare il ritornello in un'altra canzone. Oltre ad Underclass Hero, la band ha pubblicato un altro singolo: March of the Dogs (disponibile su iTunes) canzone molto vicina a Chuck, ma anche l'unica del disco a parlare di politica. In essa è narrata tra l'altro la morte del Presidente degli Stati Uniti d'America, oltre a duri commenti nei confronti di George W. Bush, causando aspre critiche nei confronti della band, specie da parte degli ambienti conservatori, che additano i Sum 41 come irresponsabili che non hanno il diritto di criticare il Presidente statunitense poiché, tra l'altro, essi non sono statunitensi, ma canadesi.

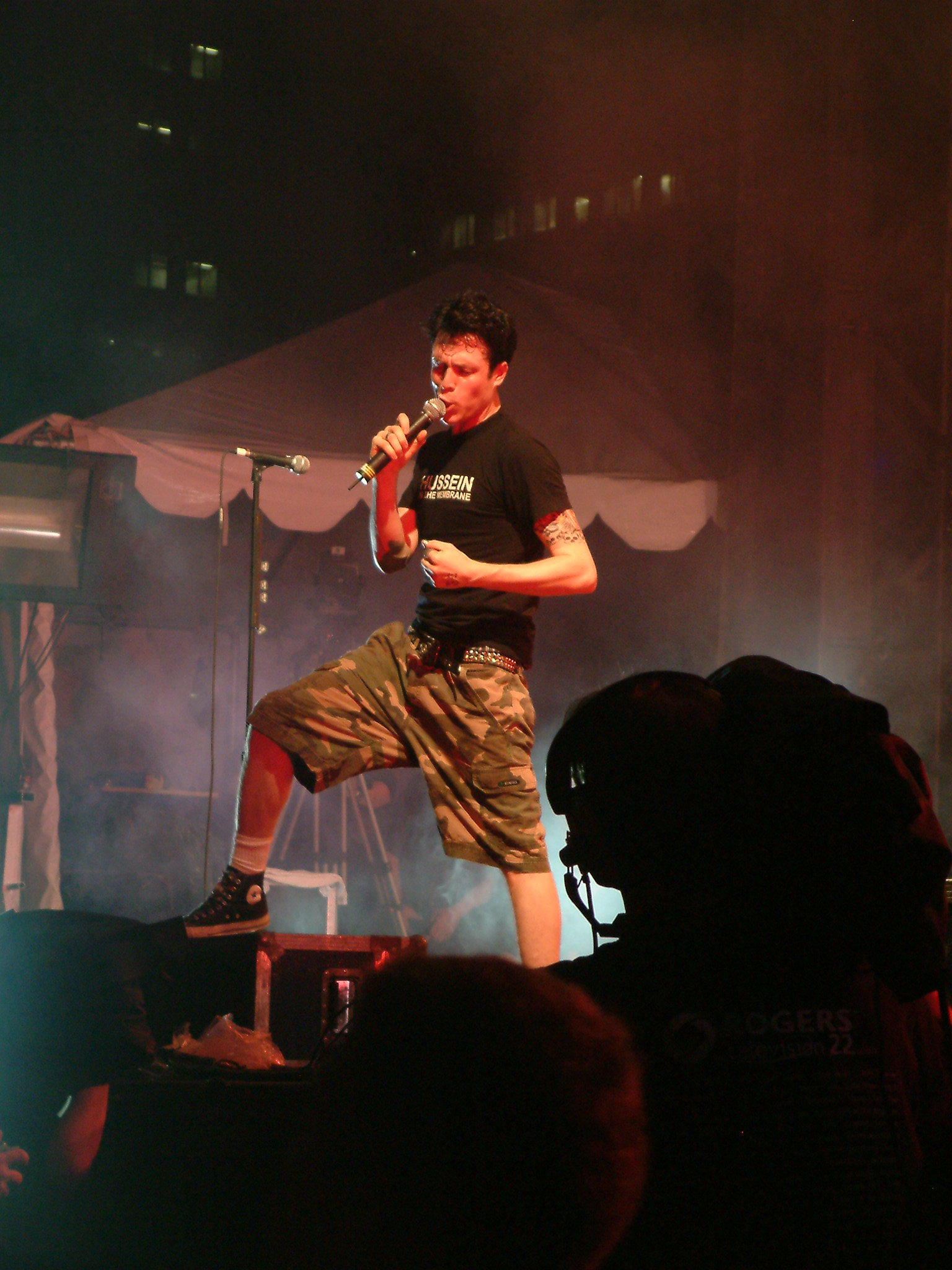
L'ex batterista Steve Jocz

March of the Dogs non è però il primo episodio di polemiche da parte dei Sum 41 sull'ex Capo di Stato statunitense, verso il quale sono sempre stati molto critici. Tra l'altro, già un'altra canzone, Moron (lett.: ritardato mentale, deficiente), bonus track di Chuck suonata a Rock Against Bush, è considerata come un duro biasimo nei confronti di Bush. Come dichiarato da Deryck Whibley in Go Chuck Yourself introducendo la canzone al pubblico in I Have a Question: 
(Deryck Whibley)
Disponibili già da tempo illegalmente su YouTube, le canzoni del nuovo album sono state pubblicate in anteprima sul sito Mtv.com. Cone ha descritto il disco come veloce e duro, mentre a differenza Deryck lo considera molto più vicino a All Killer No Filler e Does This Look Infected? e dalle sonorità meno tendenti al metal. Nel sito ufficiale di MySpace, insieme alla notizia del completamento del nuovo album, è stato aggiunto un messaggio riguardante il nuovo chitarrista, Tom Thacker, membro dei Gob, che si aggiungerà alla band solo per le tournée.
In contemporanea all'uscita di Underclass Hero è stato trasmesso dalle radio il nuovo singolo, Walking Disaster, canzone che, come affermato da Deryck, tratta della sua infanzia e degli anni della crescita, periodo che non gli ha lasciato un buon ricordo. La canzone tratta però, d'altra parte, anche del suo rapporto con la moglie Avril Lavigne, con la quale, se dovessero arrivare dei figli, vorrebbe dar loro un'infanzia migliore della sua.
La canzone è stata presentata e suonata il 24 luglio al Tonight Show di Jay Leno sul canale americano NBC. La canzone Underclass Hero viene inclusa nel videogioco Madden NFL 08. Il terzo singolo estratto da Underclass Hero è With Me, pubblicato a fine febbraio 2008 contemporaneamente al video e presentato con una performance live al Jimmy Kimmel Show sul canale americano ABC; la canzone è stata inoltre colonna sonora di un episodio della serie americana Gossip Girl. La canzone So Long Goodbye è stata usata come parte della colonna sonora della serie Life of Ryan in onda su MTV Pulse. Il 26 novembre 2008 è stato pubblicato, per il solo mercato giapponese, la prima raccolta del gruppo, 8 Years of Blood, Sake and Tears.
8 Years of Blood, Sake and Tears è stato pubblicato il 16 marzo anche per il resto del mondo, con il titolo All the Good Shit: 14 Solid Gold Hits 2001-2008..
A fine 2009 Deryck ha confermato il divorzio con l'ex moglie Avril Lavigne.

### Screaming Bloody Murder, l'addio di Steve Jocz e la seconda pausa (2010-2014)
Originariamente i Sum 41 avevano annunciato che il disco sarebbe stato prodotto da Gil Norton. La produzione era effettivamente iniziata il 1º novembre, ma in seguito Deryck afferma che non riuscendo ad essere soddisfatto della produzione in corso ha allontanato Norton per dedicarsi personalmente agli aspetti produttivi del CD.
Intanto in questo periodo viene annunciato che Tom Thacker è entrato ufficialmente nella band come membro fisso, anche se collaborerà al quinto album della band solo scrivendo il brano Screaming Bloody Murder.
Dopo continue posticipazioni dell'uscita del disco, i Sum 41 hanno comunicato che il loro nuovo CD uscirà in tutto il mondo il 29 marzo 2011, mentre in Giappone, dove alcuni fan hanno avuto la possibilità di ascoltare l'album in anteprima già a inizio 2011, la pubblicazione è prevista per il 23 marzo. Inoltre, dopo aver annunciato l'intenzione di organizzare 41 show in territorio francese, la band ha annunciato che Screaming Bloody Murder uscirà in Francia il 28 marzo.
Il 6 luglio 2010 è apparsa in internet una canzone tratta dal nuovo album, intitolata Skumfuk. Secondo il Twitter della band, la canzone è stata rubata e pubblicata senza il loro consenso, ma ciò non gli avrebbe causato fastidio e anzi, semmai, felicità per le numerose visualizzazioni su YouTube. In seguito a questo avvenimento la band ha cominciato a suonare regolarmente live la nuova canzone, nonostante non venga considerato un singolo del nuovo CD.

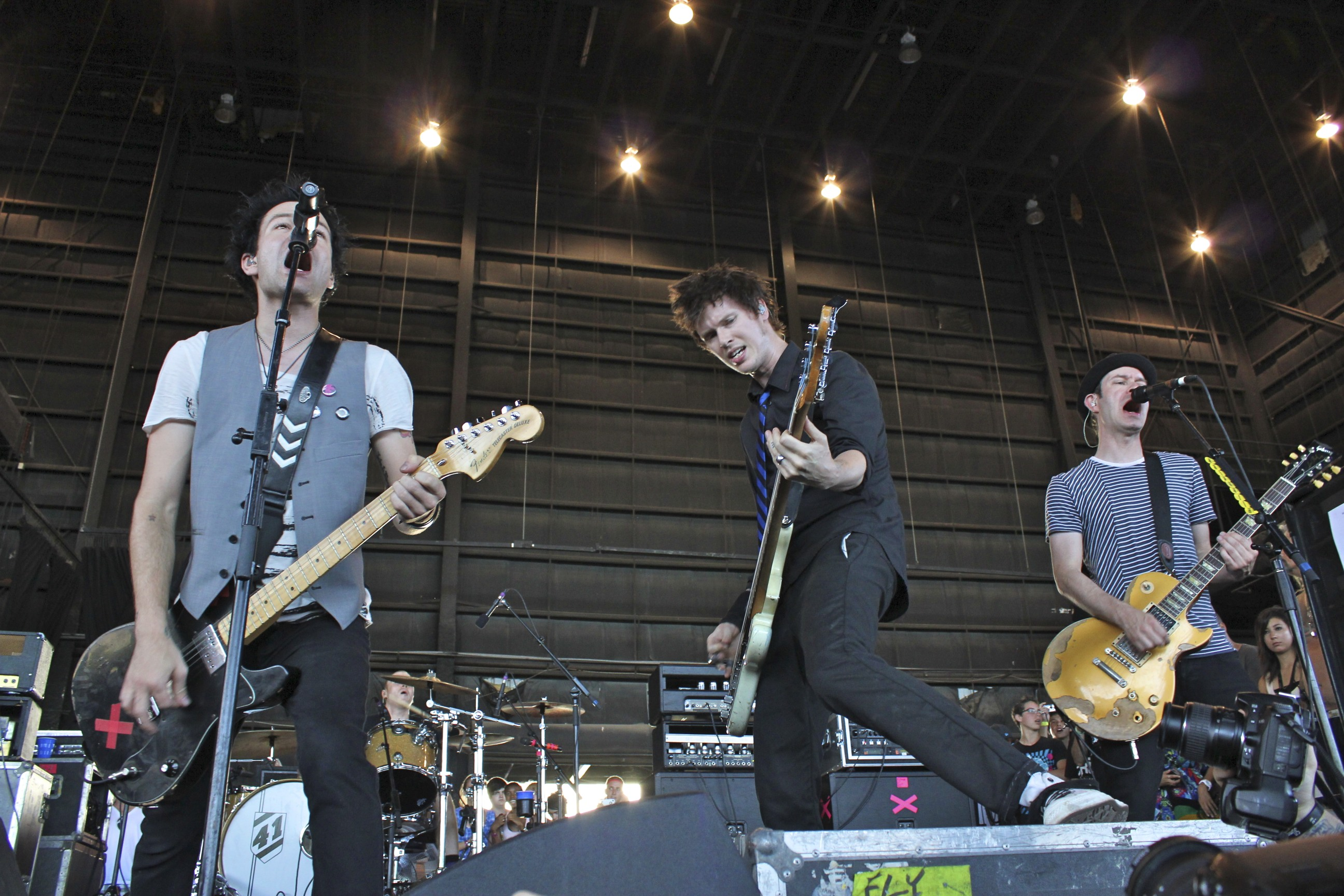
La band al Warped Tour 2010

Il 14 gennaio 2011 viene trasmesso in anteprima mondiale il primo singolo del nuovo album, Screaming Bloody Murder, sulla stazione radio Windsor 89X. La canzone uscirà poi in vendita su iTunes il 7 febbraio.
L'11 marzo è stata pubblicata su Alternative Press una terza canzone estratta dall'album, intitolata Blood in My Eyes.
Tra il 2010 e il 2011 i Sum 41 hanno toccato l'Italia in cinque diverse occasioni: il 17 aprile all'Alcatraz di Milano, il 4 settembre all'Arena Parco Nord partecipando all'I-Day Festival con blink-182, Simple Plan, All Time Low e Leeches, il 13 novembre nuovamente all'Alcatraz, il 10 febbraio 2011 al Teatro Della Concordia a Venaria Reale e il 13 all'Estragon a Bologna. In queste due ultime esibizioni la band ha eseguito live sia Skumfuck che Screaming Bloody Murder e Cone ha confermato che la band tornerà in estate per partecipare ad un festival.
L'album esce il 28 marzo in Italia, mentre negli Stati Uniti il 29 marzo, debuttando alla posizione numero 31 della Billboard 200.
Il 15 giugno 2011 viene estratto il secondo singolo da Screaming Bloody Murder, intitolato Baby You Don't Wanna Know, seguito il 3 agosto da un video ufficiale del brano, mentre il 9 agosto la band pubblica Live at the House of Blues: Cleveland 9.15.07, album live contenente un concerto del 2007 tenutosi a Cleveland, Ohio.
Nel 2012 la band pubblica come terzo singolo di Screaming Bloody Murder Blood in My Eyes, che verrà nominato ai Grammy Awards 2012 nella categoria miglior interpretazione hard rock/metal, nella quale trionferanno tuttavia i Foo Fighters.

Il 26 novembre 2012, durante un'intervista, Deryck dichiara che nel 2013 la band si dividerà tra vari tour e la registrazione del loro sesto album, di cui però non anticipa niente. Nel marzo 2013, aggiunge in un'altra intervista: 
Il 18 aprile 2013, tramite un comunicato sul sito ufficiale della band, Steve Jocz annuncia che lascia i Sum 41. Nel suo messaggio Stevo scrive:
Suonare con la band è stata un'esperienza incredibile che ci ha portati ancor più avanti da quando ci esercitavamo nello scantinato dei miei genitori al visitare innumerevoli paesi in tutto il mondo. Ho avuto l'opportunità di vedere e di vivere tantissime cose e per questo sono sinceramente riconoscente. Voglio solo ringraziare tutti i nostri fan per aver reso gli ultimi 17 anni possibili. È stato bellissimo. Ancora grazie, Stevo.»

### Ricovero di Whibley, il ritorno di Dave Baksh e13 Voices(2014-2018)

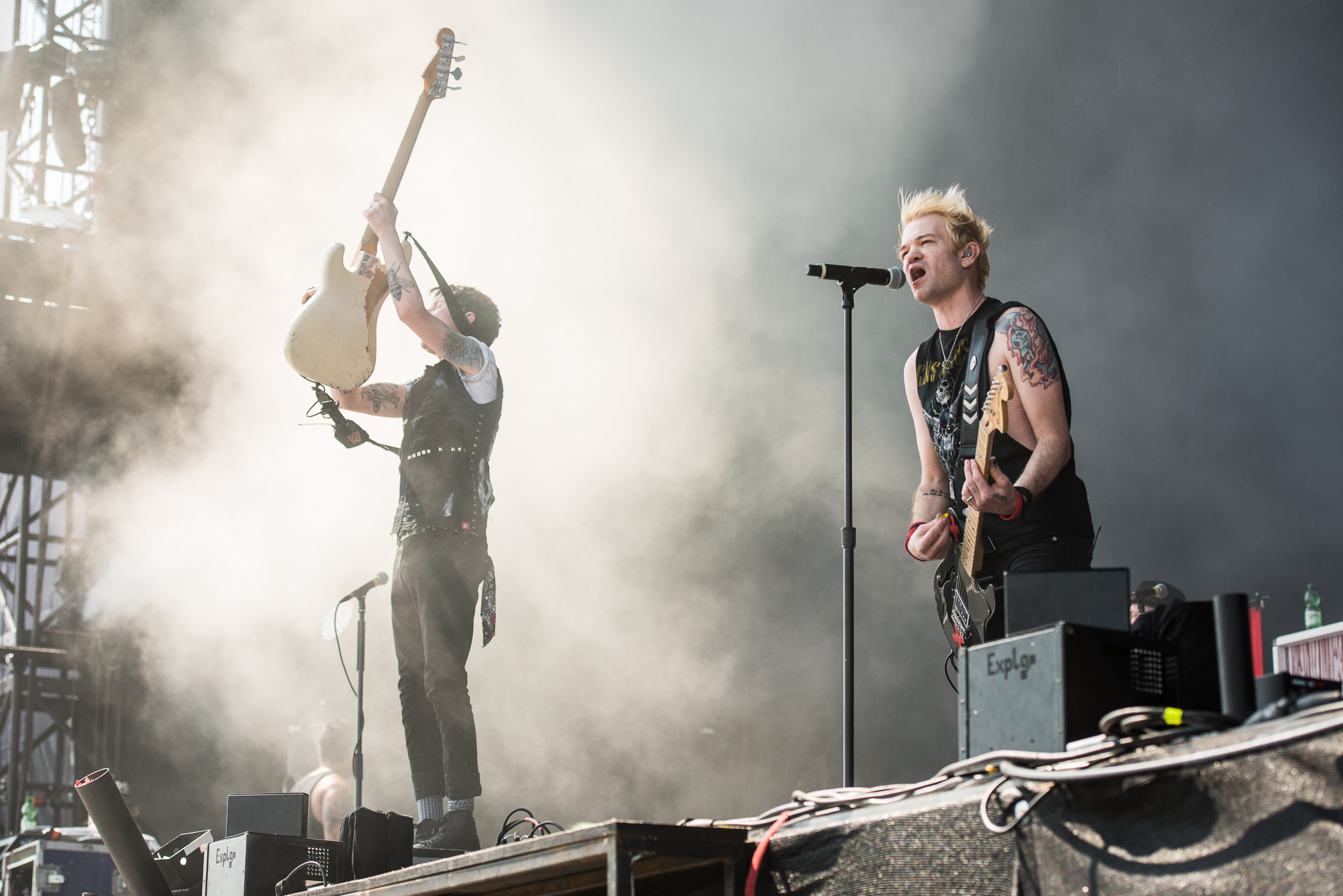
I Sum 41 al Rock im Park 2017

Dopo l'uscita di Steve Jocz dai Sum 41, il gruppo non si esibisce più dal vivo e non rilascia alcuna notizia o aggiornamento sul suo futuro né sul sito ufficiale né nei principali social network. Dopo mesi di silenzio, nel febbraio 2014 Deryck Whibley concede un'intervista a Jay Hud dell'emittente radiofonica 89x, durante la quale annuncia che il gruppo è al lavoro su del nuovo materiale con un nuovo batterista.
Tra aprile e maggio 2014 Deryck viene ricoverato all'ospedale per via di un collasso dovuto a un'insufficienza renale ed epatica a causa del suo abuso di alcol. Durante il periodo in ospedale, il cantante lascia un messaggio sul suo sito ufficiale dicendo che si rimetterà presto e che ha finalmente ritrovato l'ispirazione e la voglia di fare per dedicarsi alla scrittura di un nuovo album dei Sum 41, e che ha intenzione di disintossicarsi una volta e per tutte dall'alcol intraprendendo un percorso per liberarsi dall'alcolismo. Il 9 giugno Whibley pubblica un altro aggiornamento in cui annuncia che si è quasi completamente ripreso e che sta lavorando a dei nuovi brani nel suo studio.
Dopo oltre due anni di assenza dal palco, i Sum 41 tornano a suonare dal vivo in occasione della seconda edizione degli Alternative Press Music Awards, il 22 luglio 2015, durante il quale lo storico chitarrista della band Dave "Brownsound" Baksh sale sul palco a fianco degli ex compagni Deryck Whibley e Cone McLasin per suonare i brani di successo In Too Deep e Fat Lip e una cover di King of Rock dei Run DMC, cantata con DMC stesso. In concomitanza con il loro ritorno sulle scene, i Sum 41 aprono una campagna di raccolta fondi su Pledge Music per poter finanziare le registrazioni del loro sesto album in studio.
Ad agosto, in un'intervista rilasciata ad Alternative Press, Deryck e Dave confermano i rumour delle settimane precedenti affermando che "Brownsound" è definitivamente tornato a far parte dei Sum 41, e che registrerà insieme a loro e a Frank Zummo, il nuovo batterista, il nuovo album. Nel maggio 2016 i Sum 41 firmano un contratto discografico con l'etichetta statunitense Hopeless Records, e a giugno annunciano la prossima uscita del loro sesto album di inediti, intitolato 13 Voices, che avviene il 7 ottobre 2016. Il disco viene anticipato dai singoli Fake My Own Death e War, pubblicati in estate.

### Order in Decline(2019-2021)

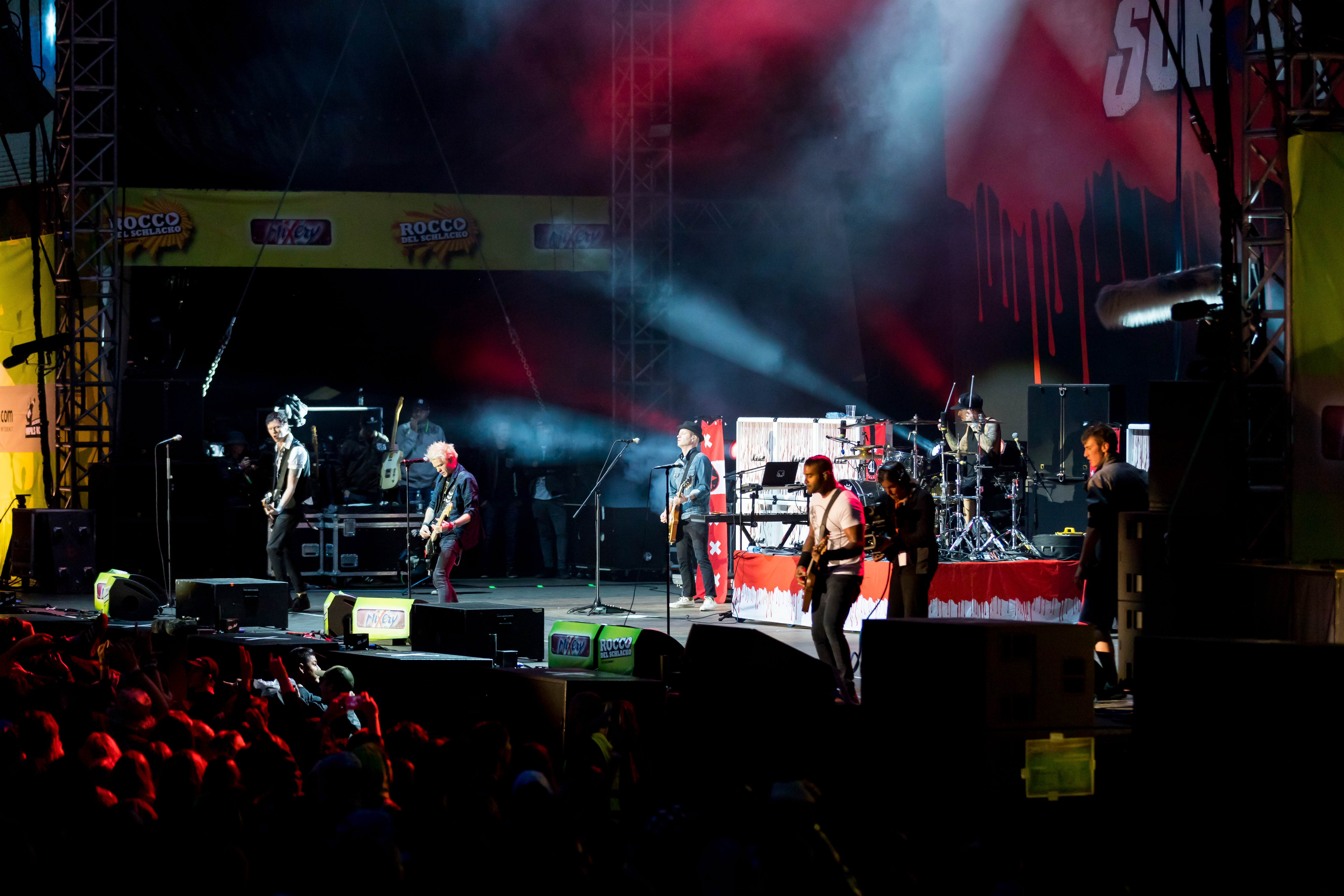
Il gruppo in concerto all'Hellfest 2019

Il 23 aprile 2019, a sorpresa, viene annunciata la pubblicazione di un nuovo singolo intitolato Out for Blood. Altri due singoli inediti, A Death in the Family e Never There, vengono pubblicati a giugno. I tre brani vanno ad anticipare il settimo album di inediti del gruppo, Order in Decline, pubblicato il 19 luglio dello stesso anno dalla Hopeless Records. Poco prima dell'uscita ufficiale del disco un altro singolo, 45 (A Matter of Time), viene pubblicato nella prima settimana di luglio.
Il 28 maggio 2021 viene pubblicata una nuova versione del brano di chiusura di Order in Decline, Catching Fire, con la partecipazione di Nothing,Nowhere alla voce. Il 18 febbraio 2022 il gruppo canadese Simple Plan pubblica il singolo Ruin My Life, con la partecipazione di Deryck Whibley; i Sum 41 si imbarcheranno successivamente con i connazionali nel Blame Canada Tour nello stesso anno.

### Heaven :x: Hell, tour d'addio (2022-2025)
Il 23 marzo 2022 Whibley annuncia di essere al lavoro all'ottavo album del gruppo, e che le registrazioni inizieranno presto; annuncia inoltre che il titolo dell'album sarà Heaven :x: Hell. Secondo lo stesso Whibley, si tratterà di un doppio album consistente in una prima parte più vicina alle sonorità dei primi anni della band e in una seconda parte "più metal". 
L'8 ottobre 2022, durante il Does This Look All Killer No Filler Tour, i Sum 41 si esibiscono all'Unipol Arena di Bologna, attirando oltre 14.000 spettatori: questo evento rappresenta il concerto più grande mai tenuto dalla band in Europa, consolidando il loro successo e l'affetto del pubblico europeo.
L'8 maggio 2023 la band dichiara con un comunicato ufficiale che, dopo aver completato le date dal vivo previste per il resto dell'anno, alla pubblicazione dell'album Heaven :x: Hell seguirà quello che sarà il loro ultimo tour internazionale, prima di sciogliere definitivamente i Sum 41. Il 19 settembre 2023 Deryck Whibley viene ricoverato d'urgenza in ospedale, colpito contemporaneamente dal COVID-19 e da una polmonite, arrivando a trovarsi in pericolo di vita a causa di una crisi respiratoria e di un'insufficienza cardiaca. Viene dimesso il giorno successivo.
Il 27 settembre 2023 esce il primo singolo estratto da Heaven :x: Hell, intitolato Landmines e pubblicato dalla Rise Records.
Nel corso di un'intervista a GQ, Whibley dichiara che la decisione di sciogliere i Sum 41 è dovuta alla sua volontà di lasciare la carriera musicale principalmente per potersi dedicare a pieno alla sua famiglia, e che il nuovo e ultimo album uscirà nei primi mesi del 2024.
Il 12 dicembre 2023 viene pubblicato il secondo singolo estratto dall'album, Rise Up, e annunciata la data di uscita dello stesso per il 29 marzo 2024. Nel gennaio 2024 il gruppo annuncia le date del suo ultimo tour internazionale, che inizierà nel marzo dello stesso anno in Asia, per poi spostarsi in Australia, Sud America, Europa e Stati Uniti d'America, per concludersi infine in Canada nel gennaio 2025..
Il terzo singolo estratto dall'album è il brano di apertura di Heaven, Waiting on a Twist of Fate, pubblicato il 22 febbraio 2024. L'ultimo singolo Dopamine viene pubblicato con un video ufficiale lo stesso giorno di uscita di Heaven :x: Hell, che durante la sua prima settimana di pubblicazione debutta nelle classifiche di tutto il mondo superando, in gran parte dei paesi europei, le posizioni raggiunte da tutti i precedenti album del gruppo, vendendo tuttavia solo 7.000 copie negli Stati Uniti; risulta comunque l'album più venduto in formato vinile nella carriera del gruppo. Il primo singolo Landmines raggiunge invece la prima posizione, negli Stati Uniti che in Canada, rispettivamente nella Alternative Airplay e nella Canadian Rock Songs, risultato mai raggiunto da nessun'altro singolo del gruppo.
L'ultimo concerto dei Sum 41, data finale del Tour of the Setting Sum, si tiene alla Scotiabank Arena a Toronto, Canada, il 30 gennaio 2025, ponendo a conclusione la carriera trentennale del gruppo di Deryck Whibley e compagni.
Il gruppo tiene tuttavia un'ultima breve esibizione durante la sua introduzione nella Canadian Music Hall of Fame, il 30 marzo 2025 a Vancouver. Alcuni giorni prima viene altresì pubblicata come singolo, per Spotify Session, una reinterpretazione del brano Sleep Now in the Fire, dei Rage Against the Machine. Il 1º aprile 2025 viene pubblicato l'ultimo video musicale dei Sum 41, realizzato per il brano Radio Silence e che ripercorre la carriera del gruppo dai primi anni sino allo scioglimento, come saluto finale ai fan.

## Stile musicale e influenze
I Sum 41 hanno affermato che inizialmente (nel periodo di Half Hour of Power) la loro musica era stata profondamente influenzata dai NOFX (citati spesso anche nei ringraziamenti dei dischi). È inoltre importante l'influenza dei Beastie Boys, specialmente nelle sonorità hip hop in All Killer No Filler e lo stile rapcore, rintracciabile in Fat Lip e What We're All About.  Il secondo album Does This Look Infected? è stato invece condizionato dallo stile dei The Offspring, come affermato dalla stessa band. Sono inoltre presenti delle sonorità metal, provenienti da band come gli Iron Maiden. Gli stessi Sum 41, infatti, nel testo di Fat Lip, scrivono 
(Sum 41, Fat Lip)
 riferendosi agli Iron Maiden e ai Judas Priest. Il loro album Chuck contiene una serie di canzoni che possono essere comparate al thrash metal, indicando i Metallica per la loro influenza nelle sonorità metal. Il gruppo canadese ha inoltre affermato di essersi ispirato ai Green Day sin dall'inizio, ciò è evidente soprattutto nello stile alternativo di Chuck, ma sono ravvisabili anche similitudini con i Rancid e i Descendents. Con Underclass Hero, il gruppo ha iniziato un ritorno alla musica del primo periodo, richiamando lo stile di Does This Look Infected? e All Killer No Filler. Quest'ultimo album è più "tagliente e veloce" di tutti i precedenti album, come afferma il bassista Cone McCaslin, ma è "più punk rock e meno metal" come ha dichiarato il frontman Deryck Whibley durante la produzione dell'album. A partire dal quinto album Screaming Bloody Murder il gruppo ha riabbracciato gradualmente le sonorità metal.

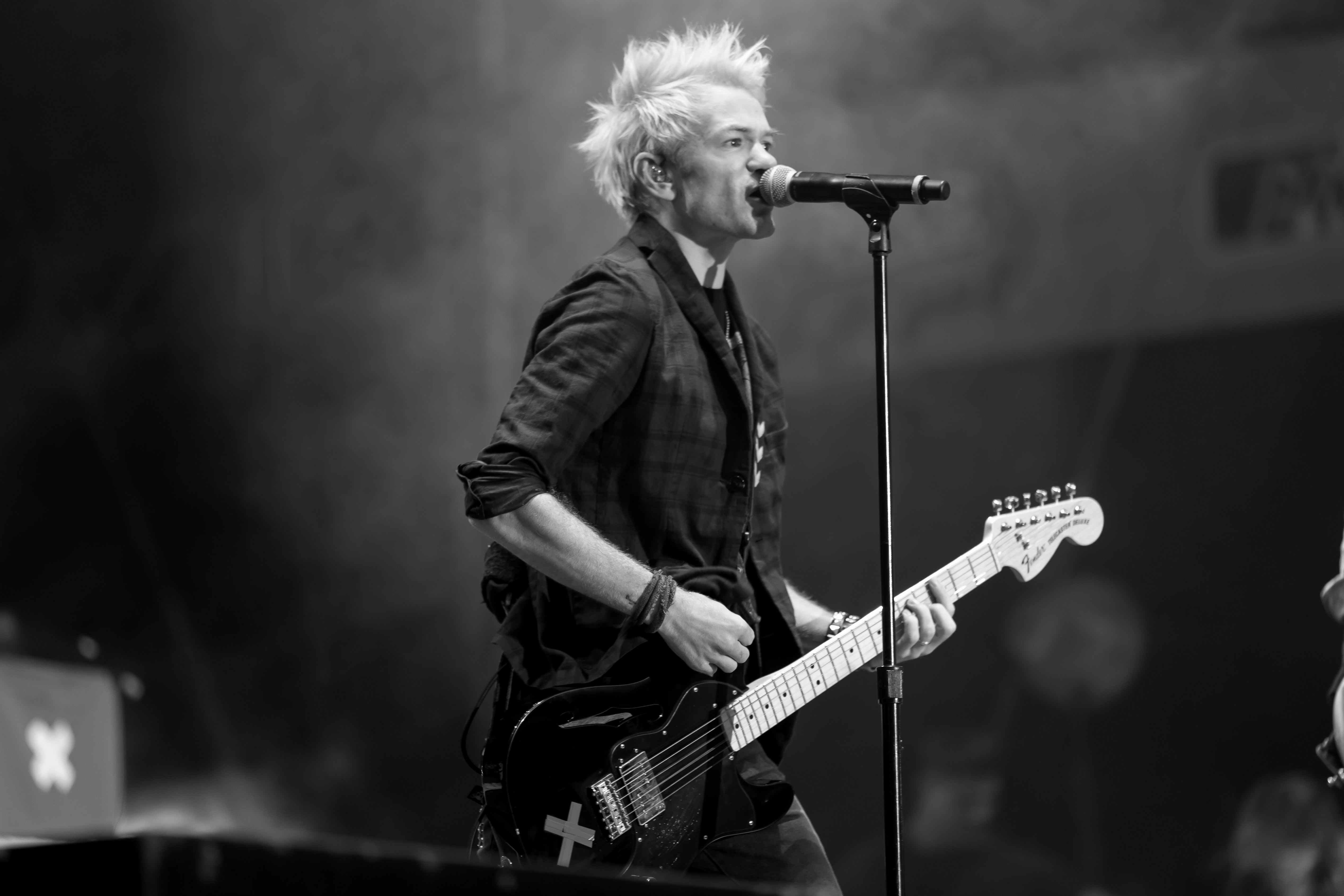
Deryck Whibley al Rocco del Schlacko nel 2016

I Sum 41 hanno a loro volta ispirato gruppi, tra i quali si ricorda la band canadese Simple Plan che, all'inizio della propria carriera, aveva fatto da supporto live ai Sum 41. In una canzone cantano di loro, nella quale si riferiscono inoltre ai Good Charlotte, ai blink-182 e agli MxPx:
(Simple Plan, Grow Up)

### Tematiche delle canzoni
I Sum 41 nel corso degli anni hanno spaziato da canzoni ad alto contenuto sociale a canzoni "spensierate", canzoni politiche seguite o precedute da altre irriverenti senza soluzione di continuità. Se da un lato, specialmente nei primi album, le tracce esprimono serenità e voglia di divertirsi (Summer, presente nei primi due dischi, Heart Attack in All Killer No Filler, No Brains in Does This Look Infected?), negli album successivi sviluppano un impegno sociale maggiore, criticando la moderna società nei suoi aspetti più contraddittori. Insieme ad un atteggiamento anti-bellico e di condanna dell'azione di George W. Bush, come espresso in Still Waiting (incentrato sulla guerra in Afghanistan), We're All to Blame, Moron e March of the Dogs, altri brani trattano i temi più differenti. Così The Hell Song affronta (implicitamente) il problema dell'AIDS, My Direction il numero impressionante di suicidi giovanili nel Nord America, All Messed Up (questi ultimi tre brani sono tratti da Does This Look Infected?) le droghe, il DVD Rocked: Sum 41 in Congo le tante guerre dimenticate in Africa. Pieces (Chuck) e Walking Disaster (Underclass Hero), infine, trattano della solitudine nel mondo moderno e il rapporto conflittuale con la famiglia.

## Formazione

### Ultima
- Deryck Whibley – voce (1998-2025), chitarra ritmica (1998-2015), tastiera (2004-2015), chitarra solista (1996-1997), cori
- Dave Baksh – chitarra solista, voce secondaria (1998-2006, 2015-2025)
- Tom Thacker – chitarra ritmica (2015-2025), tastiera, voce secondaria (2011-2025), chitarra solista (2011-2015)
- Cone McCaslin – basso, voce secondaria (1999-2025)
- Frank Zummo – batteria, percussioni, cori (2015-2025)

### Ex componenti
- Steve Jocz – batteria, percussioni, voce secondaria (1996-2013)
- Jon Marshall – voce, chitarra ritmica (1997-1998)
- Mark Spicoluk – basso, voce secondaria (1997-1998)
- John Nicosia – tastiera (1997-1999)
- Mark McAdam – voce (1996-1997), chitarra ritmica (1996), basso (1996-1997, 1997), cori (1997)
- Marc Costanzo – voce (1997), chitarra ritmica (1996-1997), cori (1996)
- Grant McVittie – basso, cori (1996, 1996-1997)
- Richard "Twitch" Roy – basso, cori (1998-1999)

### Turnisti
- Tom Thacker – chitarra solista, voce secondaria (2006-2009)
- Tommy Lee – batteria (2001-2003)
- Matt Whibley – tastiera (2011)

## Discografia

### Album in studio
- 2001 – All Killer No Filler
- 2002 – Does This Look Infected?
- 2004 – Chuck
- 2007 – Underclass Hero
- 2011 – Screaming Bloody Murder
- 2016 – 13 Voices
- 2019 – Order in Decline
- 2024 – Heaven :x: Hell

### EP
- 2000 – Half Hour of Power

### Raccolte
- 2008 – 8 Years of Blood, Sake and Tears: The Best of Sum 41 2000-2008

### Album dal vivo
- 2005 – Go Chuck Yourself
- 2011 – Live at the House of Blues: Cleveland 9.15.07

## Premi

### Ricevuti
- 2001: MuchMusic Video Awards, categoria People's Choice: Favorite Canadian Group per Makes No Difference
- 2002: MuchMusic Video Awards, categoria Best Rock Video per In Too Deep
- 2003: Juno Award, categoria Group of the Year
- 2004: MtvU Woodie Award, categoria The Good Woodie (Greatest Social Impact)
- 2005: Juno Award, categoria Rock Album of the Year per Chuck
- 2017: Alternative Press Music Award, categoria Best Drummer a Frank Zummo

### Nomination
- 2003: Kerrang! Award, categoria Best Live Act
- 2004: Indie Award, categoria Favourite Rock Artist/Group
- 2004: Indie Award, categoria Favourite Single per Still Waiting
- 2004: Juno Award, categoria Group of the Year
- 2005: Juno Award, categoria Group of the Year
- 2005: MuchMusic Video Award, categoria Favourite Canadian Group per Pieces
- 2005: Indie Award, categoria Favourite Album per Chuck
- 2005: Juno Award, categoria Rock Album of the Year per Chuck
- 2008: Juno Award, categoria Rock Album of the Year per Underclass Hero
- 2008: Indie Award, categoria Favourite Group
- 2012: Grammy Awards, categoria miglior interpretazione hard rock/metal per Blood in My Eyes
- 2016: Kerrang! Award, categoria Best Live Act
- 2016: Kerrang! Award, categoria Best Fanbase
- 2017: Alternative Press Music Award, categoria Best Music Video per Fake My Own Death
- 2017: Alternative Press Music Award, categoria Artist of the Year
- 2020: Juno Award, categoria Rock Album of the Year per Order in Decline
- 2025: Juno Award, categoria Rock Album of the Year per Heaven :x: Hell
- 2025: Juno Award, categoria Group of the Year